# Thiên thần áo trắng
Good Doctor (tiếng Triều Tiên: 굿 닥터, hay còn gọi là Bác sĩ nhân ái) là bộ phim truyền hình Hàn Quốc do KBS sản xuất và được phát sóng trên kênh KBS2 vào năm 2013. Phim được phát sóng trên đài KBS2 từ ngày 5 tháng 8 đến ngày 8 tháng 10 năm 2013, vào thứ Hai và thứ Ba lúc 21:55, dài 20 tập. Bộ phim nói về đề tài y khoa, xoay quanh cuộc sống của những bác sĩ trẻ nhiệt huyết yêu nghề, có sự tham gia của Joo Sang Wook, Joo Won, Moon Chae Won,... Phim được phát sóng tại Việt Nam vào tháng 6 năm 2014 trên kênh HTV2 dưới định dạng lồng tiếng Việt.
Bộ phim được chuyển thể thành 3 phiên bản của Mỹ với tên Bác sĩ thiên tài, bản Nhật có tên Bác sĩ nhân ái và bản Việt có tên Bác sĩ hạnh phúc.

## Nội dung
Phim kể về Park Shi Ohn (Joo Won đóng) bị mắc hội chứng bác học và bệnh tự kỷ rối loạn từ lúc nhỏ, dù đã trưởng thành nhưng trí não của anh vẫn như cậu bé 10 tuổi. Vượt qua mặc cảm của bản thân và sự thành kiến của xã hôi cùng với sự giúp đỡ của người thân anh quyết tâm thực hiện ước mơ trở thành một bác sĩ khoa nhi...

## Phân vai
- Joo Won vai Park Shi Ohn (Bác sĩ thực tập năm nhất)
- Moon Chae Won vai Cha Yoon Seo (Bác sĩ thực tập năm 4)
- Joo Sang Wook vai Kim Do Han (Bác sĩ - giáo sư)
- Kim Min Seo vai Yoo Chae Kyung (Trưởng phòng kế hoạch bệnh viện)
- Chun Ho Jin vai Choi Woo Suk (Giám đốc bệnh viện)
- Kwak Do Won vai Kang Hyun Tae (Phó giám đốc bệnh viện)
- Na Young Hee vai Lee Yeo Won
- Jo Hee Bong vai Go Choong Man (Trưởng Khoa Phẫu thuật Nhi)
- Lee Ki Yeol vai Lee Hyuk Pil (Giám đốc điều hành cơ sở bệnh viện)
- Jung Man Shik vai Kim Jae Joon (Trưởng Khoa Phẫu thuật Gan mật-tụy)
- Kim Chang Wan vai Chủ tịch Jung

## Nhạc phim
| Tiêu đề                      | Ca sĩ          |
| ---------------------------- | -------------- |
| Miracle                      | Lee Young Hyun |
| I Am In Love                 | 2BiC           |
| I'm Crying                   | Baek Ji Young  |
| Looks Good                   | Ha Dong Kyoon  |
| How Come You Don't Know?     | Kim Jong Kook  |
| Love Medicine - 소독약       | Joo Won        |
| If I Were                    | Joo Won        |
| Dacapo                       | All the Staff  |
| Can You See?                 | Eye to Eye     |
| Green Mes                    |                |
| Butterfly                    |                |
| Savant Syndrome              |                |
| Shi On's Dream               |                |
| Opening Theme                |                |
| Daily Life                   |                |
| To My Partner                |                |
| From Heaven                  |                |
| The Importance of five stars |                |

## Đánh giá
| Tập        | Ngày phát sóng      | Thị phần người xem đài | Thị phần người xem đài | Thị phần người xem đài | Thị phần người xem đài |
| Tập        | Ngày phát sóng      | TNmS Ratings           | TNmS Ratings           | AGB Nielsen            | AGB Nielsen            |
| Tập        | Ngày phát sóng      | Toàn quốc              | Vùng thủ đô Seoul      | Toàn quốc              | Vùng thủ đô Seoul      |
| ---------- | ------------------- | ---------------------- | ---------------------- | ---------------------- | ---------------------- |
| 1          | 5 tháng 8 năm 2013  | 10.5%                  | 10.3%                  | 10.9%                  | 11.6%                  |
| 2          | 6 tháng 8 năm 2013  | 13.6%                  | 14.6%                  | 14.0%                  | 15.1%                  |
| 3          | 12 tháng 8 năm 2013 | 13.8%                  | 14.6%                  | 15.3%                  | 16.2%                  |
| 4          | 13 tháng 8 năm 2013 | 15.9%                  | 16.9%                  | 15.8%                  | 15.8%                  |
| 5          | 19 tháng 8 năm 2013 | 16.5%                  | 17.6%                  | 18.0%                  | 18.5%                  |
| 6          | 20 tháng 8 năm 2013 | 18.4%                  | 20.4%                  | 19.0%                  | 20.0%                  |
| 7          | 26 tháng 8 năm 2013 | 17.2%                  | 18.1%                  | 17.4%                  | 18.2%                  |
| 8          | 27 tháng 8 năm 2013 | 17.5%                  | 19.0%                  | 18.4%                  | 18.5%                  |
| 9          | 2 tháng 9 năm 2013  | 17.0%                  | 18.3%                  | 17.4%                  | 17.4%                  |
| 10         | 3 tháng 9 năm 2013  | 18.5%                  | 20.5%                  | 18.4%                  | 18.3%                  |
| 11         | 9 tháng 9 năm 2013  | 18.3%                  | 20.2%                  | 18.3%                  | 18.7%                  |
| 12         | 10 tháng 9 năm 2013 | 20.0%                  | 22.2%                  | 19.4%                  | 19.4%                  |
| 13         | 16 tháng 9 năm 2013 | 17.5%                  | 19.3%                  | 17.9%                  | 18.4%                  |
| 14         | 17 tháng 9 năm 2013 | 18.9%                  | 20.3%                  | 18.6%                  | 19.3%                  |
| 15         | 23 tháng 9 năm 2013 | 18.5%                  | 20.2%                  | 19.6%                  | 20.3%                  |
| 16         | 24 tháng 9 năm 2013 | 20.9%                  | 22.7%                  | 21.5%                  | 22.8%                  |
| 17         | 30 tháng 9 năm 2013 | 18.0%                  | 20.5%                  | 20.3%                  | 21.1%                  |
| 18         | 1 tháng 10 năm 2013 | 19.0%                  | 21.4%                  | 20.6%                  | 21.5%                  |
| 19         | 7 tháng 10 năm 2013 | 17.6%                  | 20.1%                  | 19.0%                  | 20.0%                  |
| 20         | 8 tháng 10 năm 2013 | 19.5%                  | 22.4%                  | 19.2%                  | 19.5%                  |
| Trung bình | Trung bình          | 17.4%                  | 18.9%                  | 18.0%                  | 18.5%                  |

## Liên kết
- Good Doctor official KBS website (tiếng Hàn)
- Good Doctor tại HanCinema

- Good Doctor trên Internet Movie Database